# Batalla de Vertou
La batalla de Vertou, té lloc del 26 al 31 d'agost de 1793 durant la primera guerra de Vendée.
El 26 d'agost, el general Canclaux va enviar 5.000 soldats per atacar les forces de Lyrot a Les Sorinières i al Château de la Maillardière, a Vertou. Els Vendeans van ser colpejats i expulsats de la ciutat, però Lyrot va tornar amb reforços el 28. Els dos bàndols es van enfrontar durant tres dies al pont de Vertou fins que Lyrot va decidir ordenar la retirada.